# Istituto nazionale di ottica
L'Istituto Nazionale di Ottica è un istituto di ricerca che fa parte del Consiglio Nazionale delle Ricerche specializzato negli ambiti dell'ottica, della fotonica, della fisica atomica e molecolare. Il suo acronimo è CNR-INO.

## Missione
L'obiettivo del CNR-INO è sostenere e far progredire la ricerca scientifica italiana in tutti quei campi della fisica che riguardano le proprietà della radiazione elettromagnetica e le interazioni tra questa e la materia. Le principali direttrici lungo cui il CNR-INO indirizza i propri sforzi sono l'innovazione, il trasferimento tecnologico, la consulenza tecnico-scientifica, in collaborazione con le università, le imprese e altri enti di ricerca, anche internazionali.

## Struttura e sedi
La sede principale del CNR-INO è a Firenze, sulla collina di Arcetri. L'Istituto Nazionale di Ottica ha attualmente 7 sezioni distaccate sul territorio nazionale a Pisa, Sesto Fiorentino, Napoli, Trento, Trieste, Lecco e Brescia.

## Storia
L'odierna struttura del CNR-INO deriva da una serie di accorpamenti di istituzioni preesistenti. In particolare è l'integrazione dell'ex Istituto nazionale di ottica applicata (INOA) fondato a Firenze nel 1927, di una parte dell'Istituto per i processi chimico-fisici (IPCF) di Pisa, del Centro sulla condensazione di Bose-Einstein (BEC) di Trento, con la sua sede distaccata presso il Laboratorio europeo di spettroscopia non lineare di Sesto Fiorentino. Da tale integrazione deriva un ampliamento degli argomenti di ricerca dell'ex INOA e una larga rappresentatività nei settori più significativi dell'Ottica, intesa nell'accezione più ampia e moderna.

## Organi direttivi
Il direttore dell'istituto è affiancato da un consiglio di istituto, che viene eletto dai dipendenti e dal personale associato, e da due gruppi di responsabili: uno territoriale per le sedi distaccate e uno tecnico-scientifico per la valutazione dei progetti di ricerca.

## Ricerca scientifica
Gli interessi scientifici del CNR-INO sono principalmente rivolti alle applicazioni della ricerca di base, in particolare in settori quali l'aerospazio e la difesa, l'ambiente, l'energia, la salute, i beni culturali. L'istituto è attivo anche nella ricerca fondamentale in campi come la manipolazione di stati di luce quantistici, di gas atomici e molecolari ultra freddi, l'informazione quantistica, la generazione di sorgenti coerenti, la fisica della materia soggetta ad alti campi magnetici o ad alte pressioni, la fisica del plasma.

## Trasferimento tecnologico
Un'attività di grande rilievo dell'istituto è la messa a disposizione delle strumentazioni per consulenze, misure e tarature di alta precisione, soprattutto con finalità di trasferimento tecnologico e anche a soggetti privati. In particolare gli ambiti coperti riguardano lo sviluppo di sistemi ottici per l'imaging, la caratterizzazione dei materiali, le tecnologie legate alla biologia della visione, l'accelerazione di particelle per applicazioni biomediche, l'analisi non invasiva delle opere d'arte.

## Didattica e formazione
L'attività di formazione avviene in collaborazione con le università, altri istituti di ricerca e anche soggetti privati. Le iniziative consolidate sono corsi di formazione professionale per aziende, corsi universitari e post-universitari, corsi di livello scolastico, disponibilità per tesi di laurea, dottorati di ricerca e formazione post-doc.